# حسيك أبيض
الحُسَيْك الأبيض (الاسم العلمي:Arrhenatherum album) هو نوع نباتي يتبع جنس الحسيك من فصيلة النجيلية.

## البيئة والانتشار
ينمو نبات الحُسَيْك الأبيض في جنوب غرب أوروبا والمغرب العربي (منطقة حوض البحر الأبيض المتوسط).

## الأسماء الأخرى
شوفان أبيض، حُسَيْك أسباني، حُسَيْك فرنندسي، حُسَيْك صوفي الزهر، حسك السنبلة صوفي الزهر، حسك السنبلة الفرنندسي، حسك السنبلة الأسباني.